# Crooner (film)
Pour plus de détails, voir Fiche technique et Distribution.
Crooner est un film musical américain réalisé par Lloyd Bacon, sorti en 1932.

## Synopsis
Ted Taylor est le leader de groupe Ted Taylor's Collegians. Alors que le chanteur du groupe ne peut plus chanter, il décide de prendre sa place. Cependant, sa voix est trop faible. Il décide alors de chanter avec un mégaphone. Les femmes sont séduites par sa voix douce. Taylor devient une grande vedette de la chanson, mais devient aussi égocentrique.

## Fiche technique
- Titre original : Crooner
- Réalisation : Lloyd Bacon
- Scénario : Charles Kenyon, Rian James
- Direction artistique : Robert M. Haas
- Costumes : Orry-Kelly
- Photographie : Robert Kurrle
- Montage : Howard Bretherton
- Musique : Ray Heindorf
- Production : Lucien Hubbard
- Société de production : First National Pictures
- Société de distribution : Warner Bros.
- Pays de production :  États-Unis
- Langue originale : anglais américain
- Format : noir et blanc —  35 mm — 1.37:1 — son monophonique
- Genre : Film dramatique, Film musical,  Pré-Code
- Durée : 68 minutes
- Date de sortie :
  - États-Unis : 20 août 1932

## Distribution

### Acteurs principaux
- David Manners : Ted 'Teddy' Taylor
- Ann Dvorak : Judith 'Judy' Mason
- Ken Murray : Peter Sturgis

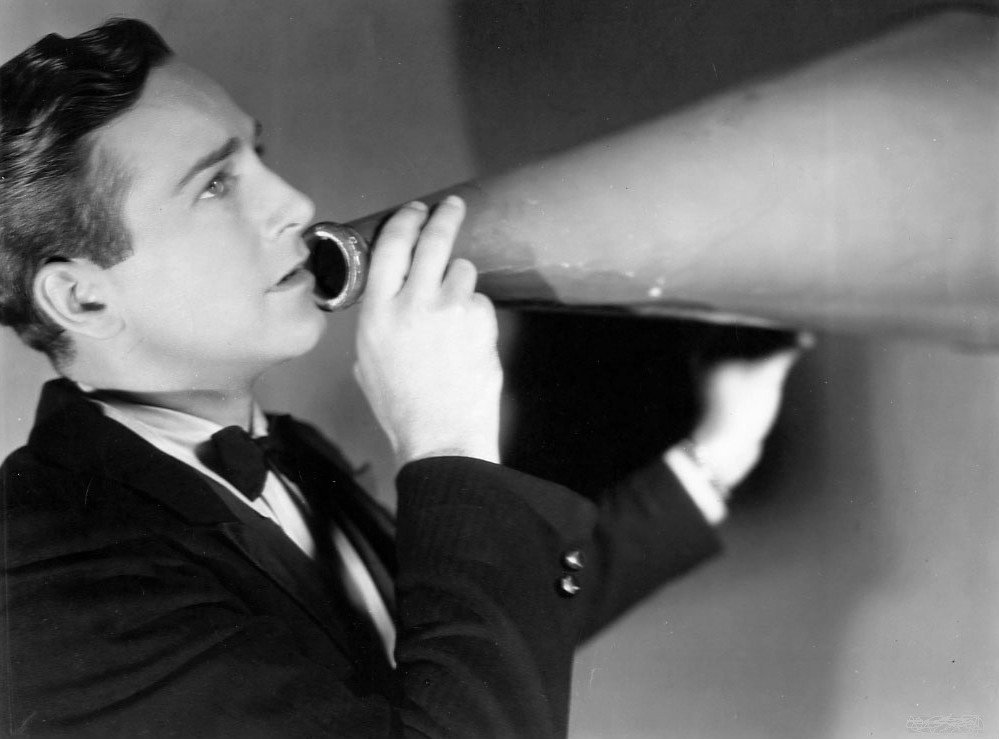
David Manners dans le rôle de Teddy Taylor, avec son mégaphone.

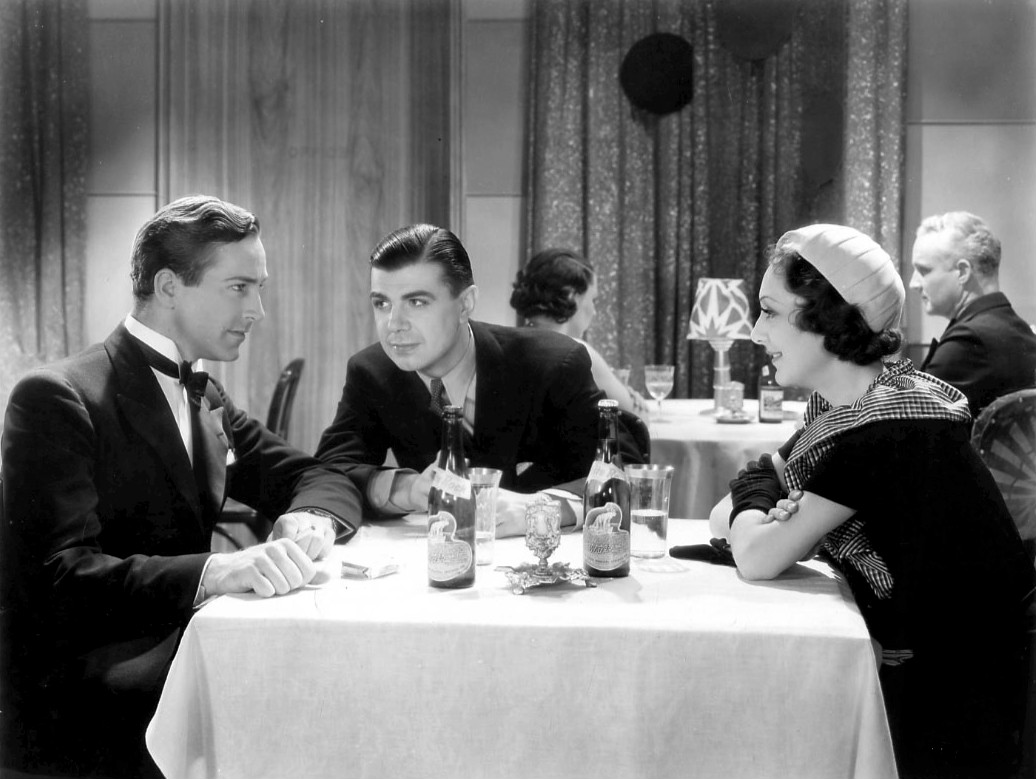
David Manners, Ken Murray et Ann Dvorak dans une scène du film.

- J. Carrol Naish : Nick Meyer (as J. Carroll Naish)
- Guy Kibbee : Mike, l'ivrogne avec un mégaphone
- Claire Dodd : Mme Constance Brown
- Allen Vincent : Ralph - membre du groupe
- Edward J. Nugent : Henry - membre du groupe
- William Janney : Pat - membre du groupe
- Teddy Joyce : Mack - membre du groupe

## Autour du film
- Le rôle de Teddy Taylor est d'abord proposé à Rudy Vallée mais ses contrats ne lui ont pas permis d'accepter le rôle[1]. C'est finalement David Manners qui interprète le rôle principal. N'étant pas chanteur, il est doublé par Brick Holton[2].